# القبيلة الثالثة عشرة
القبيلة الثالثة عشرة هو كتاب صدر عام 1976 من تأليف آرثر كوستلر يدافع عن فرضية الخزر للأصل الأشكنازي، وهي الأطروحة القائلة بأن اليهود الأشكناز لا ينحدرون من الإسرائيليين التاريخيين في العصور
القديمة، ولكن من الخزر، وهو شعب تركي. افترض كوستلر أن الخزر (الذين ربما تحولوا إلى اليهودية في القرن 8) هاجروا غربا إلى أوروبا الشرقية في القرنين 12 و13 عندما كانت إمبراطورية الخزر تنهار.
استخدم كوستلر الأعمال السابقة لدوغلاس مورتون دنلوب ورافائيل باتاي وأبراهام بولاك كمصادر. كانت نيته المعلنة هي جعل معاداة السامية تختفي من خلال دحض أساسها العنصري.
كانت المراجعات الشعبية للكتاب مختلطة، وكانت الانتقادات الأكاديمية لأبحاثه سلبية بشكل عام، وانتقده كتاب سيرة كوستلر ديفيد سيساراني ومايكل سكاميل. في عام 2018، وصفت صحيفة نيويورك تايمز الكتاب بأنه "فاقد للمصداقية على نطاق واسع".

## ملخص

### محتويات
يقدم كوستلر الأطروحة القائلة بأن اليهود الأشكناز لا ينحدرون من الإسرائيليين التاريخيين في العصور القديمة، ولكن من الخزر، وهو شعب تركي نشأ في إمبراطورية شمال وبين البحر الأسود وبحر قزوين. فرضية كوستلر هي أن الخزر -الذين اعتنقوا اليهودية في القرن 8- هاجروا غرباً إلى أوروبا الشرقية الحالية (في المقام الأول أوكرانيا وبولندا وبيلاروس وليتوانيا والمجر وألمانيا) في القرنين 12 و13 عندما كانت إمبراطورية الخزر تنهار.
في نهاية الفصل الأخير من الكتاب، يلخص كوستلر محتواه ونواياه على النحو التالي: "في الجزء الأول من هذا الكتاب حاولت تتبع تاريخ إمبراطورية الخزر بناء على المصادر القليلة الموجودة. في الجزء الثاني، الفصول من الخامس إلى السابع، قمت بتجميع الأدلة التاريخية التي تشير إلى أن الجزء الأكبر من يهود الشرق -وبالتالي من يهود العالم- هم من أصل خزر تركي، وليس سامياً. في الفصل الأخير حاولت أن أبين أن الأدلة من الأنثروبولوجيا تتفق مع التاريخ في دحض الاعتقاد الشعبي في عرق يهودي ينحدر من قبيلة الكتاب المقدس ".